# Nixon Kipkoech Machichim
Nixon Kipkoech Machichim (* 1983) ist ein kenianischer Marathonläufer.
2008 wurde er Zweiter beim Bukarest-Marathon. Im Jahr darauf gewann er den Neapel-Marathon und den Graz-Marathon. 2010 wurde er Dritter beim Rom-Marathon und Vierter beim Toronto Waterfront Marathon mit seiner persönlichen Bestzeit von 2:08:22 h, und 2011 siegte er beim Linz-Marathon.